# Alpena (Dakota du Sud)
Pour les articles homonymes, voir Alpena.
Alpena est une municipalité américaine située dans le comté de Jerauld, dans l'État du Dakota du Sud.
Selon le recensement de 2010, Alpena compte 286 habitants. La municipalité s'étend sur 1,64 milles carrés (4,25 km2).
Fondée en 1883, la localité est nommée en référence à Alpena, dans le Michigan, par un employé du Milawaukee Railroad.

## Démographie
| 1900 | 1910 | 1920 | 1930 | 1940 | 1950 |
| ---- | ---- | ---- | ---- | ---- | ---- |
| 153  | 417  | 576  | 499  | 440  | 426  |

| 1960 | 1970 | 1980 | 1990 | 2000 | 2010 |
| ---- | ---- | ---- | ---- | ---- | ---- |
| 407  | 307  | 288  | 251  | 265  | 286  |